# Exploatare forestieră

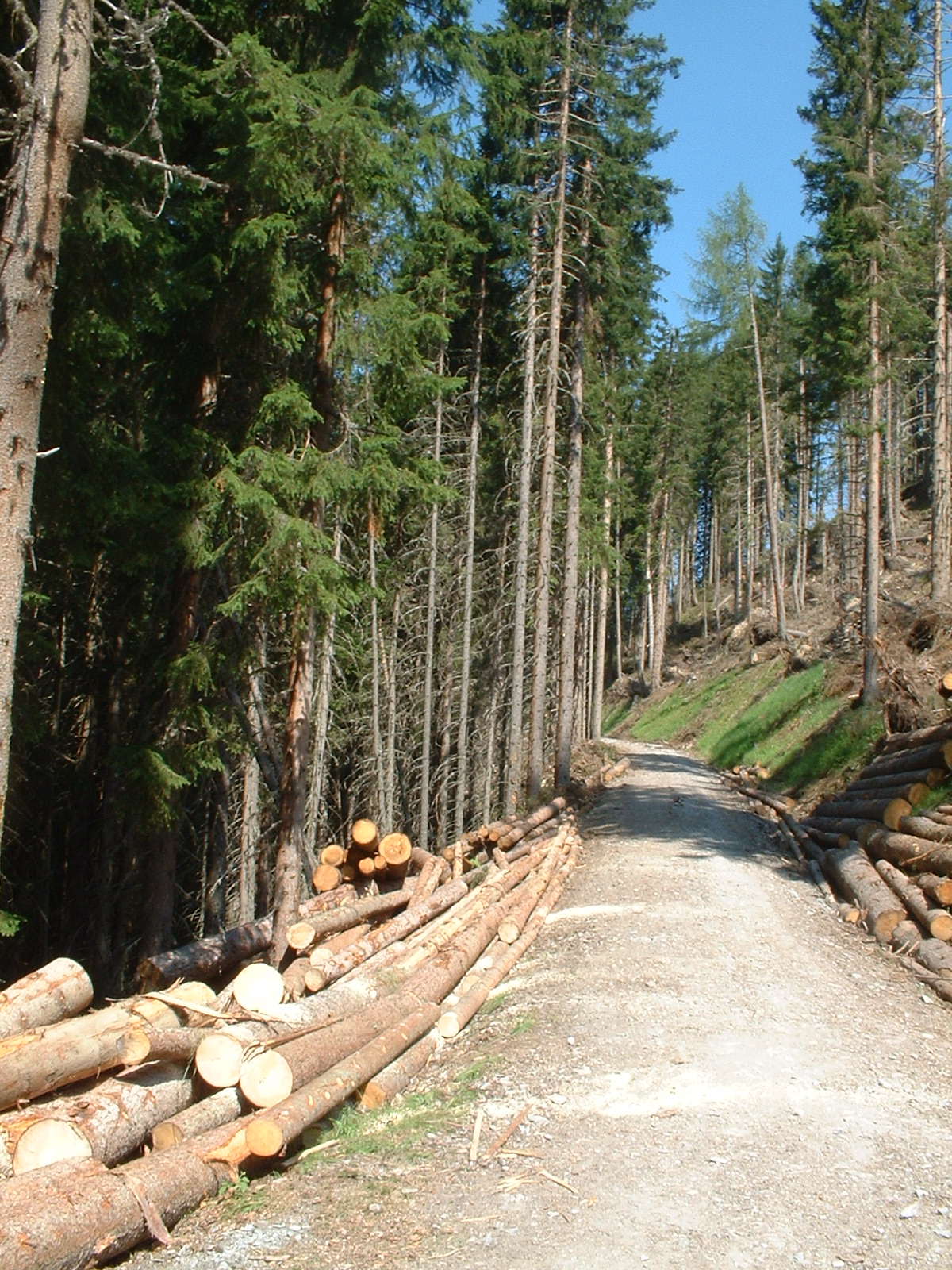
Platformă de exploatare forestieră

Exploatarea forestieră sau procesul de producție al exploatării lemnului (simplificat: exploatarea lemnului), reprezintă ansamblul activităților silvice, tehnice și economice ce au ca scop și efect introducerea în circuitul economic a produselor rezultate din valorificarea biomasei lemnoase a pădurilor. 
Exploatarea lemnului implică atât o fază inițială, reprezentată de procesul de producție din cultura pădurilor, cât și o fază cu caracter tehnico-industrial, care are ca efect atât transformarea masei lemnoase în produse brute sau semifinite, cât și transportul acestora pentru consum sau prelucrare ulterioară.
Fondul forestier necesită însă o gospodărire rațională (ceea ce este unul dintre scopurile silviculturii), pentru a se evita defrișările excesive.